# Bartolomeo Cristofori
Bartolomeo Cristofori (Padova, 4 maggio 1655 – Firenze, 27 gennaio 1732) è stato un cembalaro, organaro e liutaio italiano.
Fu uno dei più famosi costruttori di clavicembali del suo tempo. È stato l'inventore del fortepiano, principale precursore del pianoforte.

## Biografia

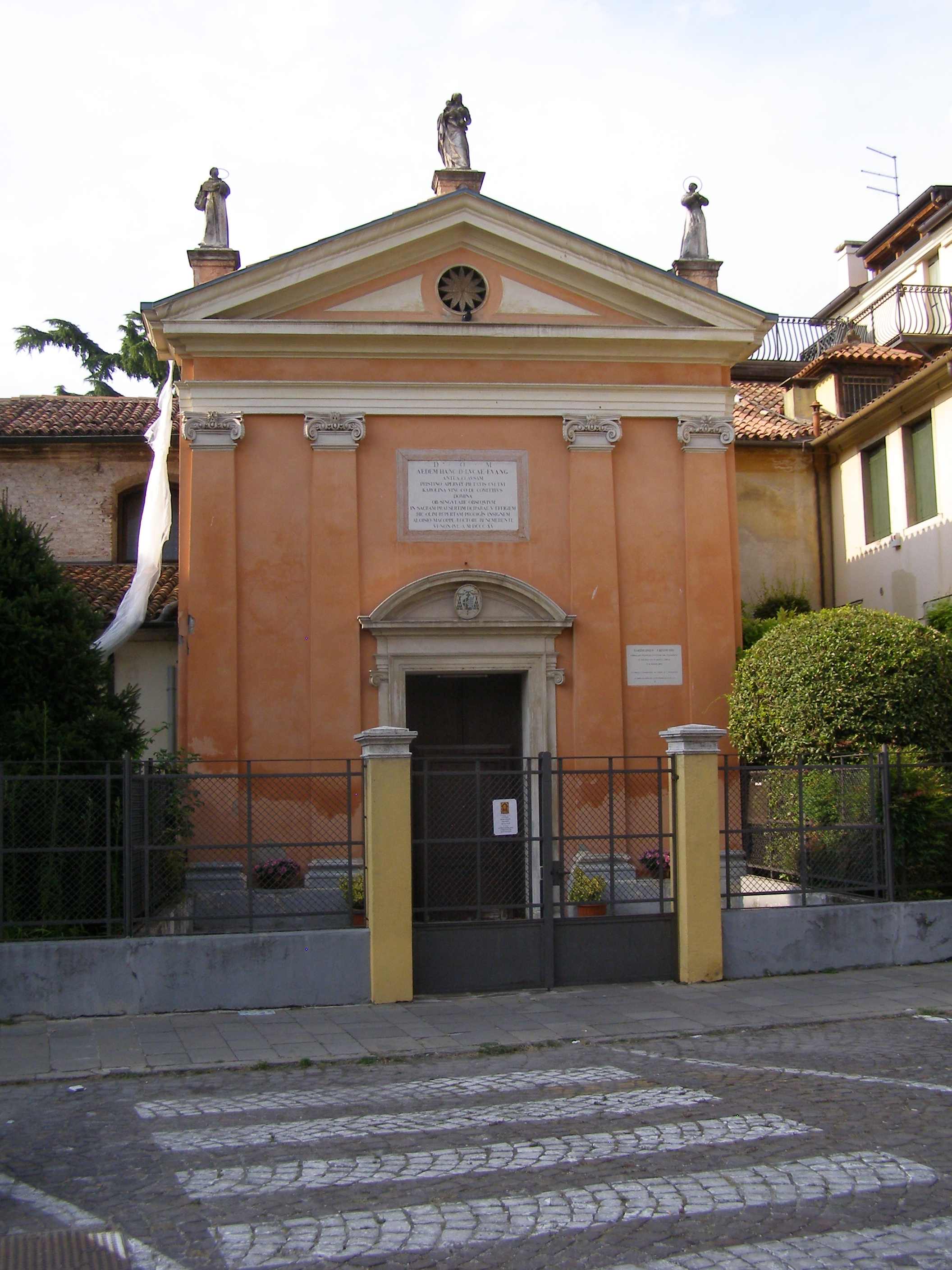
La chiesa di San Luca Evangelista, dove il 6 maggio del 1655 venne battezzato Bartolomeo Cristofori

Nacque a Padova il 4 maggio 1655 dall'unione di Francesco Cristofori e Laura. Venne battezzato nella chiesa di San Luca Evangelista il 6 maggio e per padrini ebbe il signor Camillo Chinoni e la signora Lina Pani, che lavorava a servizio della nobildonna Laura Papafava. Della sua infanzia e della vita padovana si sa ben poco, se non che il lavoro come cembalaro fruttò al Cristofori una grande notorietà, tanto da venire chiamato al servizio dal principe Ferdinando de' Medici, figlio dell'allora granduca di Toscana Cosimo III, grande amatore degli strumenti musicali ed esperto clavicembalista. Ferdinando incontrò probabilmente il padovano durante uno dei suoi numerosi viaggi nell'Italia settentrionale, verso il 1688. Furono forse i Papafava stessi a dare appoggio al cembalaro per l'importante ruolo propostogli nella città di Firenze.
L'attività fiorentina è testimoniata dal nutrito carteggio mediceo, che ci restituisce un Cristofori impegnato nella costruzione e nel trasporto di strumenti: spinette, clavicembali (quello in cipresso pagato 597 lire nel 1692), ma anche organi e strumenti ad arco. Tra le varie commesse del duca Ferdinando ci fu quella di un nuovo strumento, che percuotesse le corde anziché pizzicarle. Tra prototipi e sperimentazioni, gli strumenti - i fortepiani 'di nuova invenzione' definitivi del Cristofori - uscirono attorno agli anni Venti del Settecento, ossia dopo la morte del mecenate mediceo, avvenuta il 30 ottobre 1711, quando il padovano continuava a lavorare presso la corte come costruttore e curatore della crescente collezione di strumenti dei Medici, senza esimersi dal soddisfare commesse private.

Dei tre fortepiani del Cristofori giunti fino a noi, spicca quello del 1722, appartenuto dapprima a Benedetto Marcello, quindi al fratello Alessandro che lo lasciò in eredità alla cugina contessa Lucia Cittadella Rapti, poi passato ai conti Giusti di Padova ed ora conservato nel Museo degli strumenti musicali di Roma. 

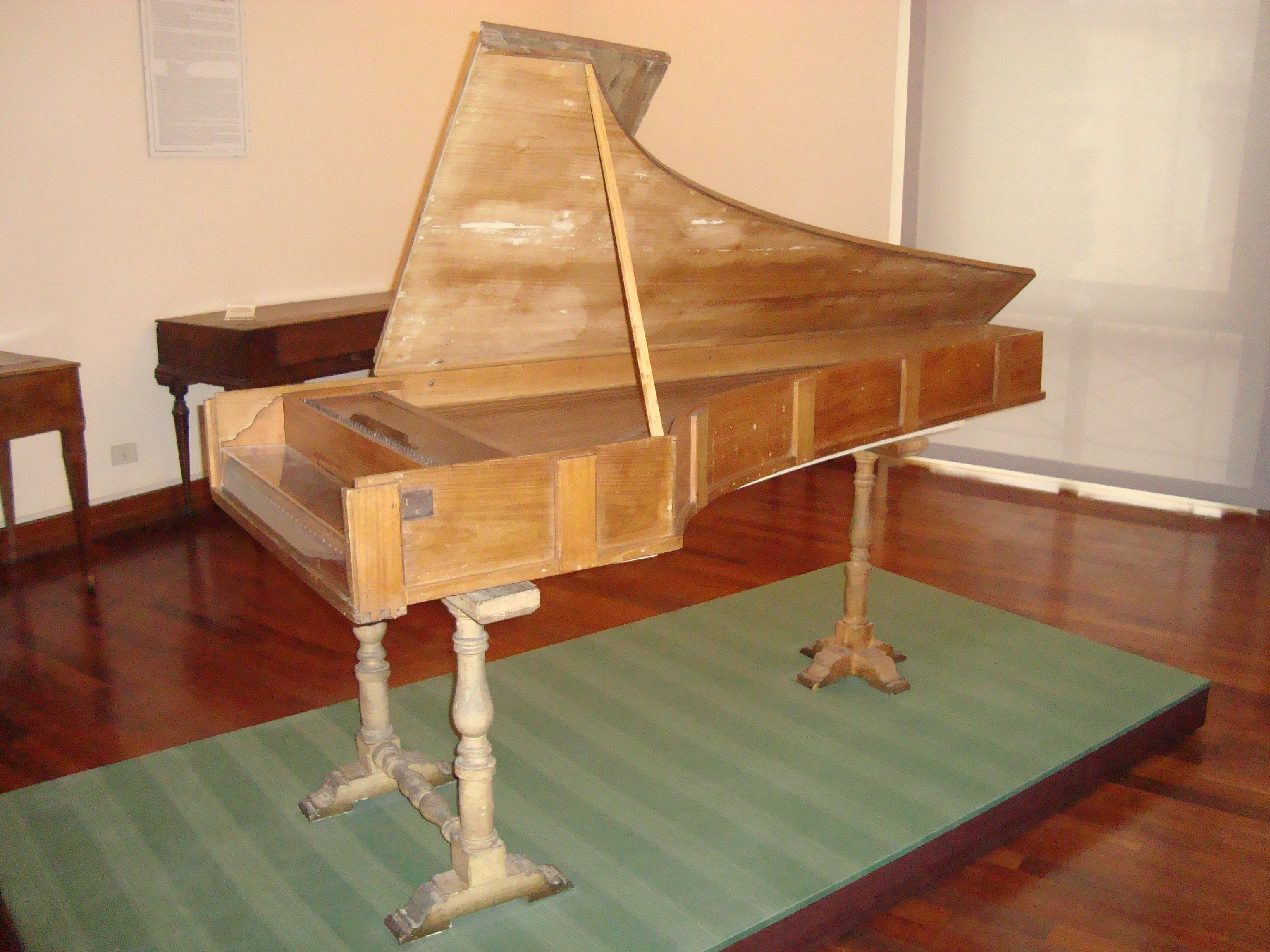
Fortepiano costruito da Bartolomeo Cristofori nel 1722 che appartenne a Benedetto Marcello. Oggi è conservato nel Museo Nazionale degli Strumenti Musicali di Roma.

Tra i suoi allievi spiccano Giovanni Ferrini, che lavorò poi alla corte di Spagna, e Domenico Del Mela, primo costruttore di un fortepiano verticale.
Bartolomeo Cristofori morì a Firenze il 27 gennaio del 1732 nel territorio parrocchiale della chiesa di San Jacopo tra i Fossi, dove venne redatto l'atto di morte, e fu poi sepolto a Santa Croce.
Ci è pervenuta un'unica immagine del cembalaro padovano: l'autore ignoto lo ha ritratto in piedi, accanto ad uno strumento a tastiera, mentre regge un foglio con lo schema della meccanica a martello e la scritta "Bartholomaeus Cristof", mentre sullo sfondo, attraverso una finestra, si estende la città di Firenze. Ritrovata nel 1934, l'immagine venne distrutta con il museo degli strumenti musicali di Berlino, dov'era ospitata; se ne conservano solo alcune riproduzioni.

## Strumenti esistenti

### Attribuzione certa

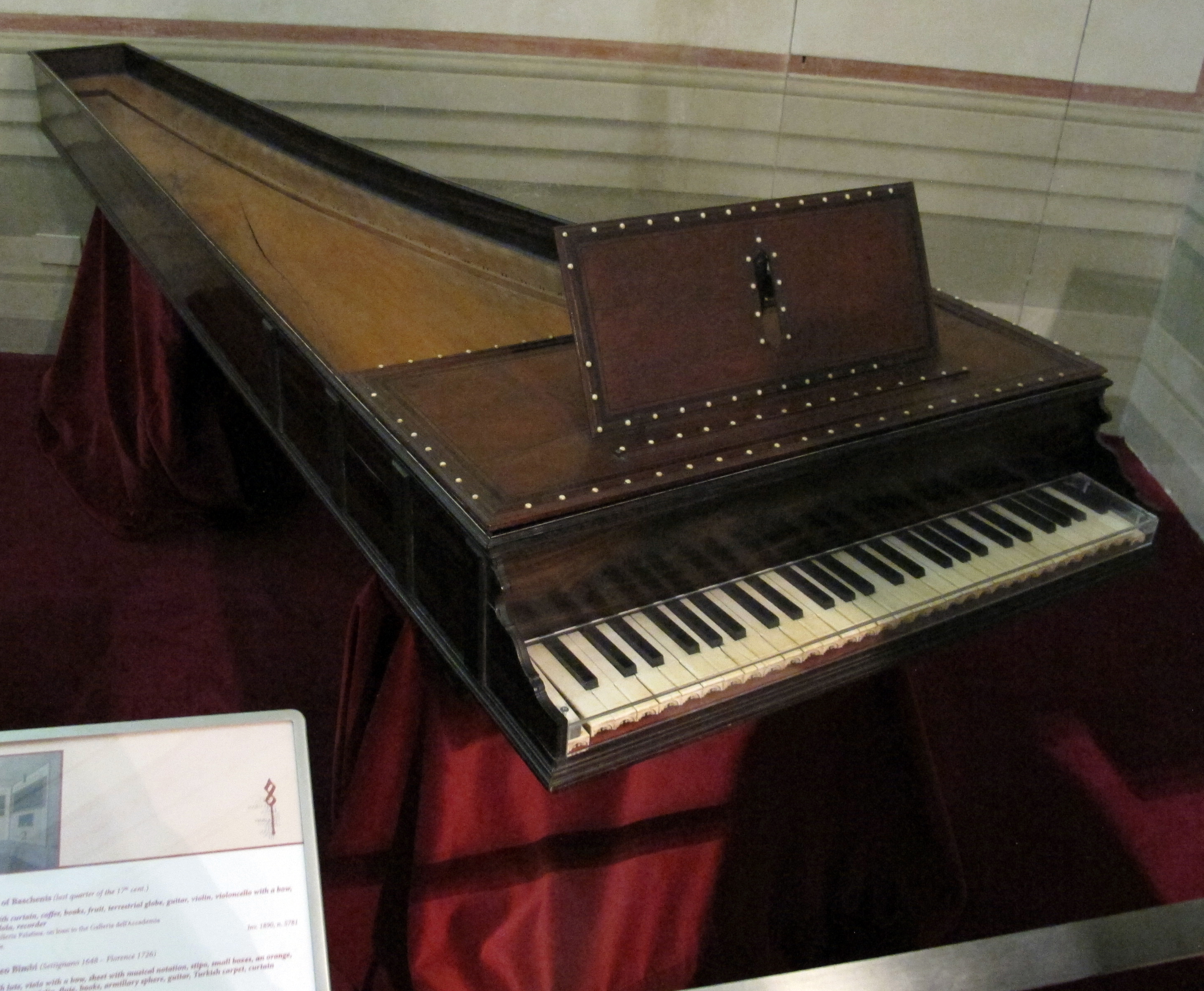
Clavicembalo fiorentino

- spinetta del 1693, Lipsia, Grassi Museum für Musikinstrumente der Universität (ex coll. Heyer, n. 53); la dicitura "Bartholomaeus Cristophori Patavinus / faciebat Florentiae / MDCCXIII" è sulla striscia sopra i tasti.
- contrabbasso del 1715, Firenze, Museo del conservatorio "L. Cherubini", n. 41 (B/19): "Bartolomeo Cristofori in Firenze MS Primo" scritto direttamente sul legno del fondo. Originariamente era a quattro corde e manico corto; ora a cinque con manico più lungo, sostituito.
- fortepiano del 1720, New York, Metropolitan Museum of Art (ex Crosby Brown coll. n. 1219); sulla parte anteriore del blocco che sorregge la meccanica si legge "Bartholomaeus De Cristophoris Patavinus inventor faciebat Florentiae MDCCXX" e da un lato, in corsivo, "Restaurato l'Anno 1875, da Cesare Ponsicchi Firenze"; si tratta di un esemplare molto alterato nelle sue caratteristiche originali per i ripetuti restauri.
- fortepiano del 1722, Roma. Nel Museo degli strumenti musicali, sulla striscia sopra i tasti è inciso "Bartholomaeus De Christophoris Patavinus inventor faciebat Florentiae/ MDCCXXII", esemplare in ottimo stato di conservazione e sostanzialmente integro in tutte le sue parti.
- clavicembalo del 1722, Lipsia, Musikinstrumenten Museum, Karl-Marx-Universität (ex coll. Heyer, n. 84); sulla striscia sopra i tasti si legge "Bartholomaeus De Christophoris Patavinus faciebat Florentiae MDCCXXII".
- fortepiano del 1726, ibidem (ex coll. Heyer, n. 170); sulla striscia sopra i tasti è inciso: "Bartholomaeus De' Christophoris Patavinus inventor faciebat Florentiae MDCCXXVI".
- clavicembalo del 1726, ibidem (ex coll. Heyer, n. 85); sulla striscia sopra i tasti si legge "Bartholomaeus De' Christophoris Patavinus faciebat Florentiae MDCCXXVI".

### Attribuzione dubbia
- clavicembalo del 1702, a tre tastiere, University of Michigan, Ann Arbor, Mich., n. 1336; con stemma mediceo e dubbia iscrizione. È giudicato unanimemente falso.
- clavicembalo del 1703, a tre tastiere, Monaco di Baviera, Deutsches Museum, n. 9232, 201-0.
- clavicembalo del 1703, a tre tastiere, Norimberga, Germanisches Nationalmuseum (ex coll. Neupert, n. 122, Bamberga); firmato: "Bartholomaeo Christofori Patavinus fecit Florentiae 1703".
- clavicembalo traverso non datato (c. 1725), Lipsia, Musikinstrumenten Museum, Karl-Marx-Universität (ex coll. Heyer, n. 86; già coll. Kraus, n. 543); non firmato né datato, tuttavia attribuito al C. in base ad attinenze costruttive riscontrate operando un confronto con i cembali del 1722 e 1726 sopraricordati, di sicura attribuzione.